# Vladimir Farrell
Vladimir Santos Farrell (San Pedro de Macorís, 31 de maio de 1981) é um futebolista monserratense que joga como atacante.

## Carreira
Jogou a maior parte de sua carreira nas divisões menores da Inglaterra, tendo atuado por Long Eaton United, Gresley, South Normanton Athletic, Shirebrook Town,Sutton Town, Radford, Hucknall Town, Beeston e Unity FC, além de ter defendido 2 clubes da República Dominicana (Moca e FC Higuamo, sua atual equipe).
Pela Seleção de Montserrat, estreou em 2000 contra a Seleção Dominicana. Ficou famoso em 2002 ao participar do jogo entre as piores seleções ranqueadas da FIFA na época (Montserrat e Butão), que virou até um documentário intitulado The Other Final, desperdiçando a única chance de seu time na partida.

## Links
- Vladimir Farrell em National-Football-Teams.com